# سنفورد الکساندر ماس
سنفورد الکساندر ماس (انگلیسی: Sanford Alexander Moss; ۲۳ اوت ۱۸۷۲ – ۱۰ نوامبر ۱۹۴۶) دانشمند در زمینه مهندسی اهل ایالات متحده آمریکا بود.
همچنین برندهٔ جوایزی همچون جایزه کولیر شده‌است.